# 明道メタル
明道メタル株式会社（みょうどうメタル、英: MYODO METAL CO.,LTD.）は、新潟県燕市に本社を置く、リロール・メーカー機能とコイルセンター機能を併せ持つ『総合ステンレス加工メーカー』である。日鉄ステンレス、日本冶金工業、POSCO等の製鋼メーカーからステンレス鋼の熱延鋼板・冷延鋼板を調達し、冷間圧延を担っており主にステンレス精密圧延品を供給している。世界初のニッケルフリーステンレス鋼（薄板）の量産化技術を開発した。
| スタブアイコン | サブスタブ | この項目は、まだ閲覧者の調べものの参照としては役立たない、企業に関連した書きかけの項目です。この項目を加筆・訂正などしてくださる協力者を求めています（PJ:経済）。 |